# Porzia (nome)
Porzia  è un nome proprio di persona italiano femminile.

## Varianti
- Alterati: Porsia[1][2]
- Maschili: Porzio[1][2], Porsio[2]

### Varianti in altre lingue
- Catalano: Pòrcia
  - Maschili: Porci[3]
- Francese: Porcie
- Inglese: Portia[4][5], Porsha[5]
- Latino: Porcia[1][4][5]
  - Maschili: Porcius[1][5]
- Portoghese: Pórcia
- Spagnolo: Porcia
  - Maschili: Porcio[3]

## Origine e diffusione

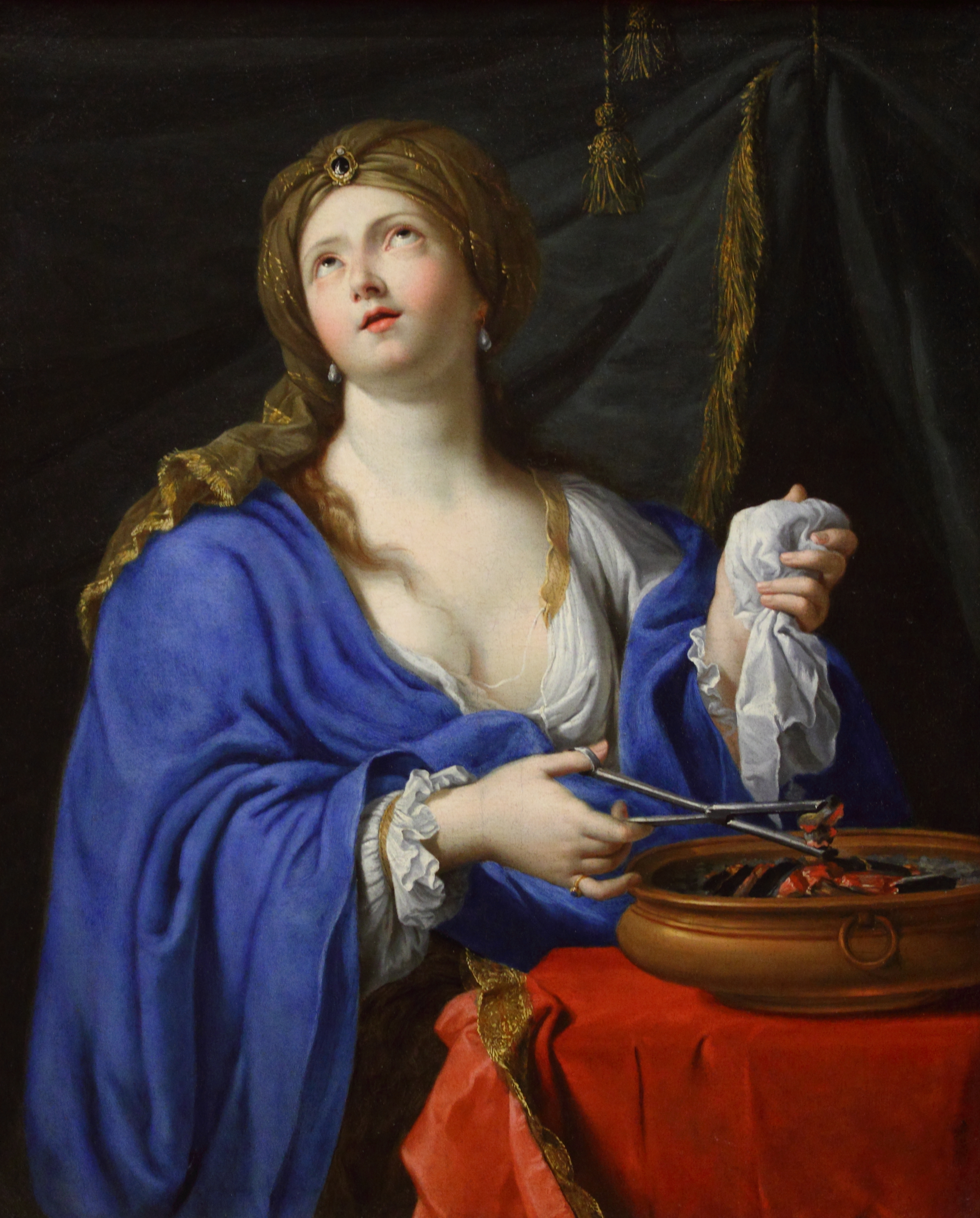
Il suicidio di Porzia, di Pierre Mignard

Deriva dal gentilizio romano Porcia, femminile di Porcius, tipico della Gens Porcia dei Catoni. Si tratta di un derivato di porcus, "maiale", avente il significato complessivo di "porcara", "allevatrice/guardiana di suini".
Al maschile, il nome venne portato da alcuni illustri personaggi dell'antica Roma, ma è maggiormente diffuso al femminile per via di Porzia, figlia di Catone l'Uticense e moglie di Bruto, la cui storia viene narrata anche da Shakespeare nella tragedia Giulio Cesare. In Italia è proprio del Sud, e qui diffuso particolarmente nelle zone di Bari e Matera, dove riflette il culto locale di una santa Porzia vergine; le scarse occorrenze nel Nord e nel Centro possono anche essere dovute al personaggio così chiamato ne Il mercante di Venezia di Shakespeare (dal quale prende il nome una luna di Urano, Porzia).

## Onomastico
Della "santa Porzia vergine", venerata nel Sud Italia, non si ha alcuna traccia nei martirologi né nella Bibliotheca Sanctorum. Tolta lei, nessun santo ha mai portato il nome Porzia o Porzio, che quindi è adespota; l'onomastico si può festeggiare il 1º novembre, in occasione di Ognissanti.
Si segnala altresì l'esistenza di alcuni santi con nomi etimologicamente affini, alle date seguenti:
- 12 agosto, san Porcario, abate di Lerino, martire con altri compagni monaci sotto i Saraceni[7]
- 8 ottobre, santa Porcaria, vergine venerata in Borgogna
- 24 novembre, san Porziano, abate in Alvernia[8]

## Persone
- Porzia de' Medici, religiosa italiana
- Porzia de' Rossi, madre di Torquato Tasso

### Variante Portia
- Portia de Rossi, modella, attrice e scrittrice australiana naturalizzata statunitense
- Portia Doubleday, attrice statunitense
- Portia Perez, wrestler canadese
- Portia Simpson-Miller, politica giamaicana

### Variante Porcia

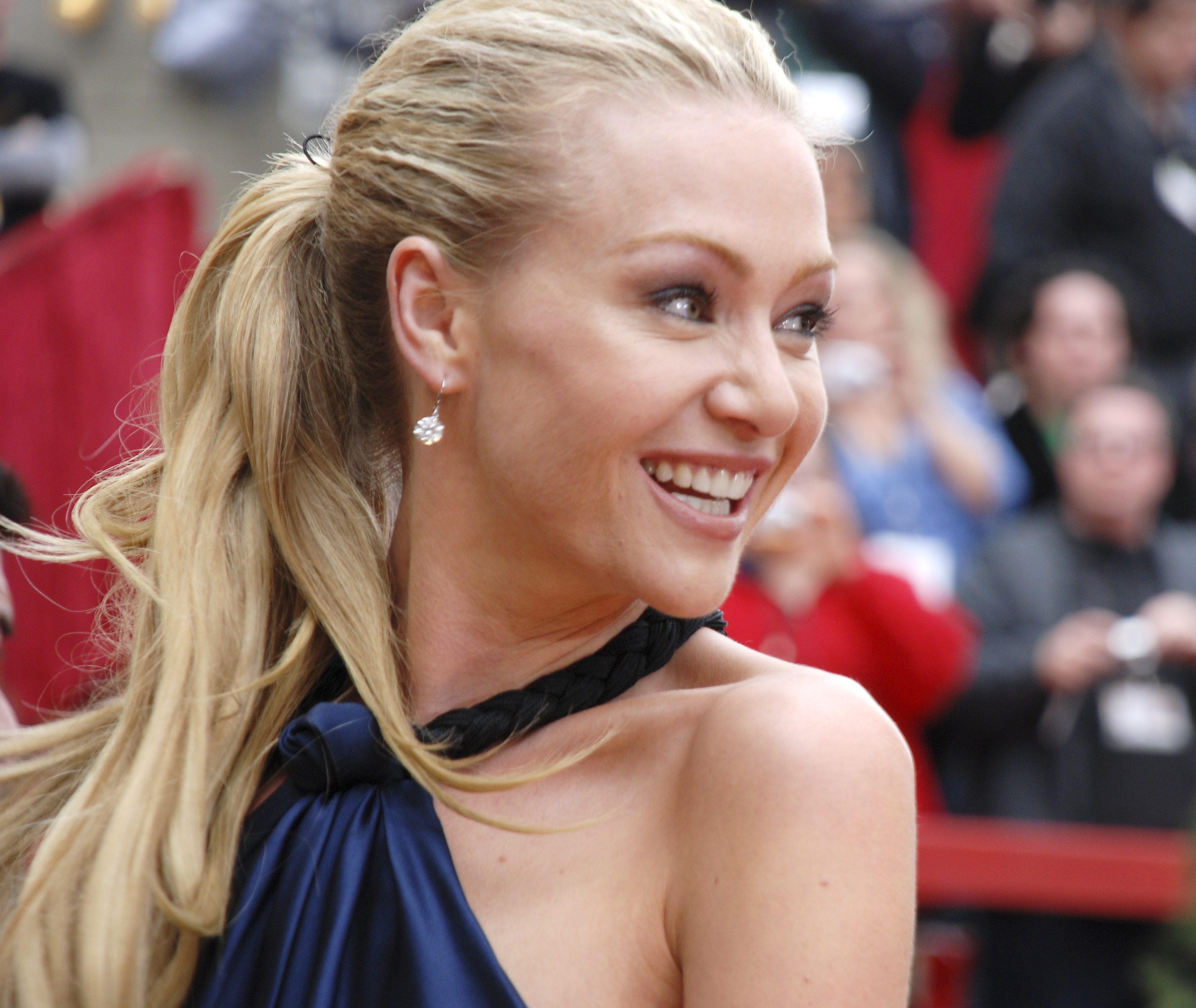
Portia de Rossi

- Porcia, nobildonna romana

### Variante maschile Porcio
- Porcio Festo, politico romano
- Porcio Licino, poeta romano

## Il nome nelle arti
- Porziella è la protagonista di una novella di Giambattista Basile contenuta nel Pentameron.
- Porzia è un personaggio della commedia di William Shakespeare Il mercante di Venezia e delle opere da esso tratte.
- Porzia è un personaggio della commedia di Luigi Alamanni Flora.
- Porzia è un personaggio del film del 1988 Delitti e profumi, diretto da Vittorio De Sisti.
- Portia è un personaggio del film d'animazione Sabrina - Amiche per sempre.
- Portia è un personaggio della serie animata Spider Riders.
- Portia Bellefleur è un personaggio di alcuni romanzi del Ciclo di Sookie Stackhouse, scritto da Charlaine Harris.
- Portia Charney è un personaggio del film del 1999 L'uomo bicentenario, diretto da Chris Columbus.
- Porzia Colonna è un personaggio del film del 1997 Il viaggio della sposa, diretto da Sergio Rubini.
- Portia Gibbons è un personaggio della serie animata The Mighty B!.
- Portia Leach è un personaggio del film del 1988 Un pesce di nome Wanda, diretto da Charles Crichton.
- Portia Liss è un personaggio del romanzo di Rex Stout Non ti fidare.
- Portia Richmond è un personaggio dell'episodio di CSI: Scena del crimine "DNA a confronto".
- Portia Thornton è un personaggio del film del 1999 Beautiful People, diretto da Jasmin Dizdar.